# 亞薩塔島
亞薩塔島是斐濟的島嶼，位於瓦图瓦拉岛以北20公里的太平洋海域，屬於劳群岛的一部分，長4.1公里、寬2公里，面積6平方公里，島上無電力供應，人口約150。